# Evidenza empirica
L’evidenza empirica è un’evidenza ottenuta attraverso l'esperienza sensoriale o la procedura sperimentale. È di fondamentale importanza per le scienze e svolge un ruolo in vari altri campi, come l’epistemologia e il diritto.
Non esiste un accordo generale su come definire i termini evidenza ed empirico. Spesso campi diversi hanno concezioni  diverse. In epistemologia, la prova è ciò che giustifica le credenze o ciò che determina se sostenere una certa credenza sia razionale. Ciò è possibile solo se la prova è posseduta dalla persona, il che ha spinto vari epistemologi a concepire la prova come stati mentali privati, come esperienze o altre credenze. Nella filosofia della scienza, invece, per prova si intende ciò che conferma o smentisce le ipotesi scientifiche e fa da arbitro tra teorie concorrenti. Per svolgere questo ruolo, le prove devono essere pubbliche e non controverse, come oggetti o eventi fisici osservabili e a differenza degli stati mentali privati, in modo che possano favorire il consenso scientifico. Il termine empirico deriva dal greco ἐμπειρία empeiría, cioè 'esperienza'. In questo contesto, di solito si intende ciò che è osservabile, in contrapposizione agli oggetti non osservabili o teorici. È generalmente accettato che la percezione senza aiuto costituisca osservazione, ma è controverso fino a che punto gli oggetti accessibili solo alla percezione assistita, come i batteri osservati al microscopio o i positroni rilevati in una camera a nebbia, debbano essere considerati osservabili.

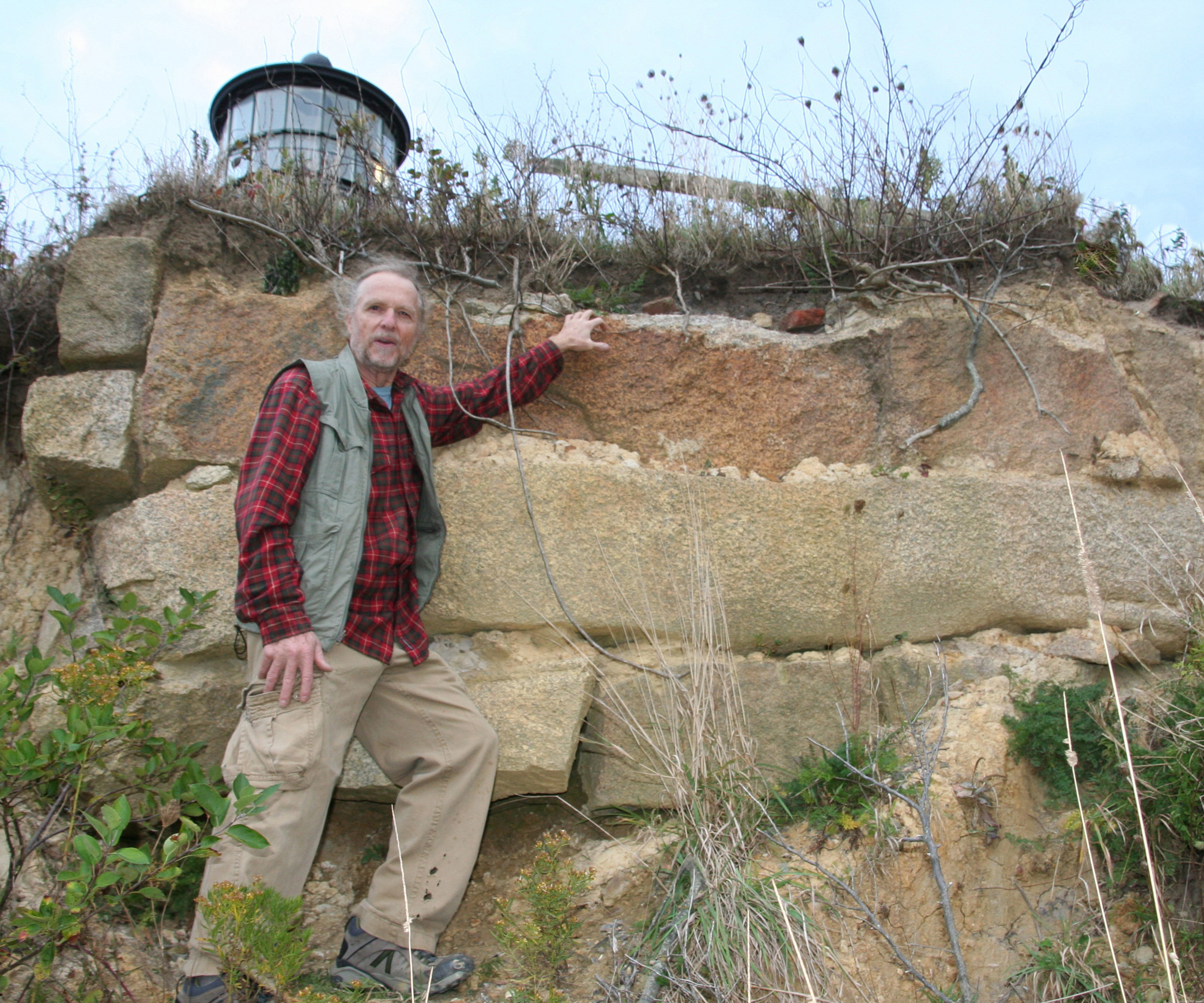
Vicino al faro Gay Head Light sull’isola di Martha’s Vineyard si può vedere una prova empirica di un edificio precedente

L'evidenza empirica è essenziale per la  conoscenza a posteriori o conoscenza empirica, conoscenza la cui giustificazione o falsificazione dipende dall'esperienza o dall'esperimento. La conoscenza a priori, d'altro canto, è considerata o innata o giustificata dall'intuizione razionale e quindi non dipendente da prove empiriche. Il razionalismo accetta pienamente che esista una conoscenza a priori, che viene o respinta del tutto dall’empirismo o accettata solo in modo limitato come conoscenza delle relazioni tra i nostri concetti, ma non come pertinente al mondo esterno.
Le prove scientifiche sono strettamente correlate alle prove empiriche, ma non tutte le forme di prove empiriche soddisfano gli standard dettati dai metodi scientifici. Le fonti di prova empirica sono talvolta divise in osservazione e sperimentazione, con la differenza che solo la sperimentazione implica manipolazione o intervento: i fenomeni vengono creati attivamente invece di essere osservati passivamente.

## Contesto
Il concetto di evidenza è di importanza centrale nell'epistemologia e nella filosofia della scienza, ma svolge ruoli diversi in questi due campi. In epistemologia, l'evidenza è ciò che giustifica le credenze o ciò che determina se mantenere un certo atteggiamento doxastico è razionale. Ad esempio, l'esperienza olfattiva di annusare il fumo giustifica o rende razionale la convinzione che qualcosa stia bruciando. Di solito si ritiene che per giustificare il lavoro, le prove debbano essere possedute dal credente. Il modo più semplice per spiegare questo tipo di possesso di prove è ritenere che le prove consistano negli stati mentali privati posseduti dal credente.
Nella filosofia della scienza, l'evidenza è intesa come quella che conferma o smentisce ipotesi scientifiche e arbitra tra teorie concorrenti. Le misurazioni dell'orbita "anomala" di Mercurio, ad esempio, costituiscono prove che svolgono il ruolo di arbitro neutrale tra la teoria della gravitazione di Newton e Einstein confermando la teoria di Einstein. Per il consenso scientifico, è fondamentale che le prove siano pubbliche e non controverse, come oggetti o eventi fisici osservabili e a differenza degli stati mentali privati.

## Definizione
Una cosa è una prova di una proposizione se la supporta epistemicamente o indica che la proposizione supportata è vera. Una prova è empirica se è costituita da un’esperienza sensoriale o è accessibile ad essa. Esistono diverse teorie contrastanti sulla definizione esatta dei termini prova ed empirico. Campi diversi, come l’epistemologia, le scienze o i sistemi giuridici, spesso associano concetti differenti a questi termini.
Una distinzione importante tra le teorie della prova riguarda il fatto che alcune identificano le prove con stati mentali privati, mentre altre le considerano oggetti fisici pubblici. Per quanto riguarda il termine empirico, vi è un dibattito su dove tracciare il confine tra oggetti osservabili o empirici e oggetti non osservabili o puramente teorici.